# Kostel svatého Jiří (Libina)
Kostel svatého Jiří v Libině je barokní stavbou z 18. století. Velmi působivá a intaktně zachovaná sakrální barokní architektura s klasicizujícím charakterem a pozoruhodnou štukovou výzdobou. V roce 1964 byl zapsán na seznam kulturních památek.

## Historie kostela
Kostel byl vybudován či radikálně přestavěn v roce 1721. Středověkého původu je zřejmě jádro věže a snad i dispozice kostela. Barokní stavba má stejného autora jako kostel Narození Panny Marie v Novém Malíně.

## Popis stavby

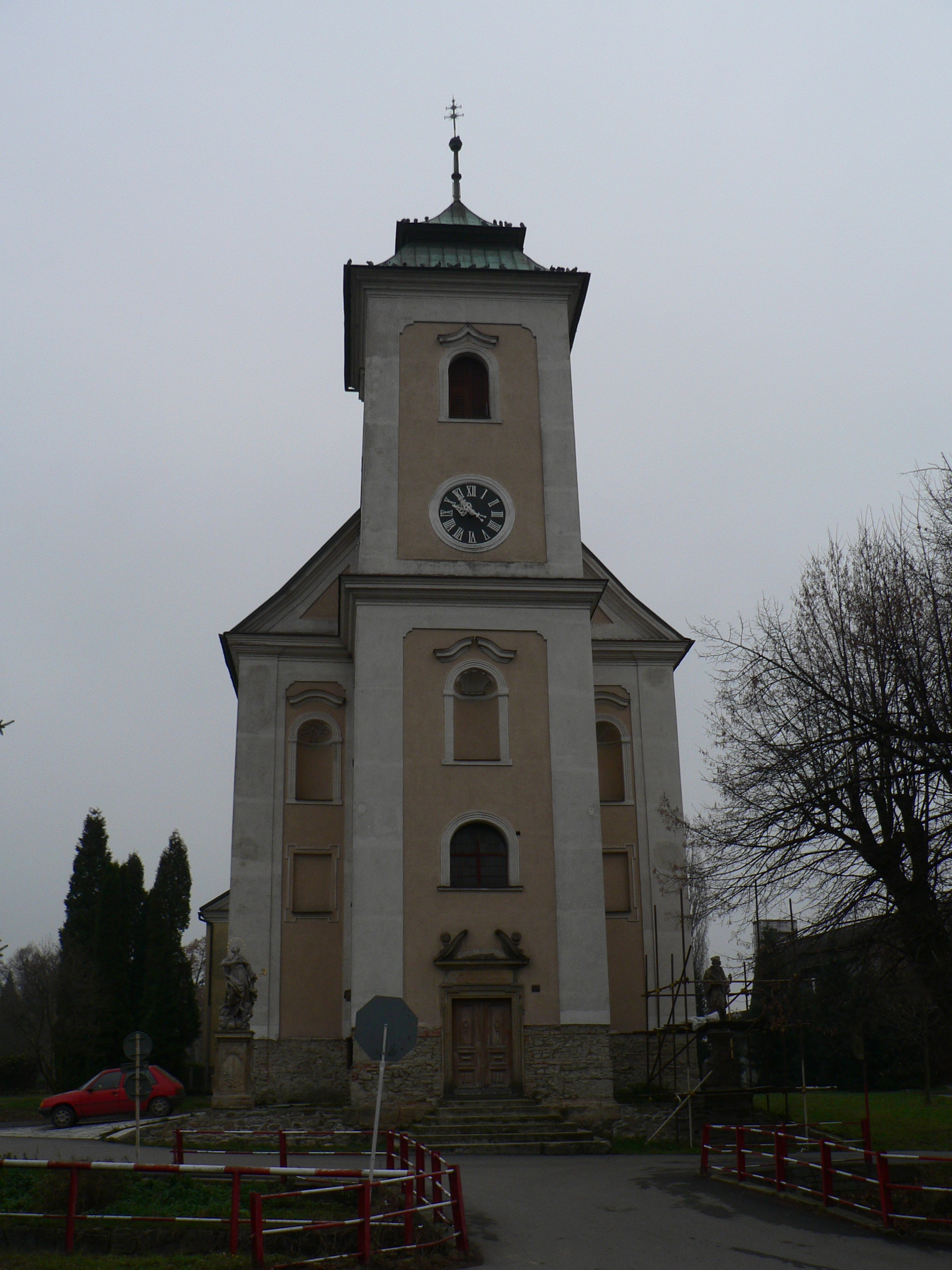
Průčelí kostela

Orientovaná jednolodní stavba s odsazeným, pětiboce uzavřeným kněžištěm. Po stranách kněžiště je kaple a sakristie s oratořemi v patře. K obdélné lodi přistupuje v ose západního průčelí hranolová věž. Fasády člení mělké vpadlé výplně s okny s půlkruhovým záklenkem.
Při jihovýchodní straně je přistavěna přízemní trigonální část (grotta), ve které je instalována skupina soch výjevu Krista na hoře Olivetské. Po pravé straně vchodu do kostela stojí socha sv. Jana Nepomuckého s atributem kříže a korpusem Krista z let 1715-1720, po levé straně kamenná socha Panny Marie pocházející z roku 1716.

### Interiér
Kněžiště je zaklenuto valenou klenbou s výsečemi a trojdílným lunetovým závěrem, v lodi je klenba valená s výsečemi. Výseče od sebe oddělují dvojice nízkých maltových pasů ohraničených svazky prutů. Patky klenby leží na přízedních polopilířích završených římsovým kladím. Polopilíře překrývají dvojice pilastrů s ionskými hlavicemi a plastickými festony z květů a plodů. V západní části lodi je patrová oratoř nesená zděnými pilíři, nad ní je hudební kruchta na dřevěných sloupech.

### Zařízení
V pozadí hlavního oltáře obraz svatého Jiří (1863, Josef Jansa) a zbytky původního retabula s dřevořezbami svatého Petra a Pavla a sousoším Nejsvětější Trojice. Z původního vybavení se zachovala také kazatelna, mramorová křtitelnice (1725), oltářní obraz sv. Antonína Paduánského (1725, Jan Kryštof Handke, velmi pravděpodobně z kostela v Mladoňově). Varhany pocházejí z roku 1775. Zvon ve věži nese letopočet 1504, další dva zvony byly ulity v r. 1981 a 1982 v dílně Leticie Dytrychové z Brodku u Přerova.